# Bretteville-le-Rabet

Bretteville-le-Rabet este o comună în departamentul Calvados, Franța. În 1 ianuarie 2022 avea o populație de 297 de locuitori.